# Atraan
Een atraan is een tricyclische gebrugde molecule waarin 3 vijfringen voorkomen. Kenmerkend voor de verbinding is een stikstofatoom dat als bruggenhoofd fungeert voor elk van de ringen, en dat bovendien een coördinatiebinding vormt met het centrale atoom E van de verbinding. De naam atraan werd voor het eerst gebruikt door Mikhail Grigorievich Voronkov. Naast atraan worden ook quasiatraan en proatraan onderscheiden.

Van links naar rechts: atraan, quasiatraan en proatraan.

De verschillende artranen worden benoemd op basis van het centrale element. Zo zijn er silatranen (E = silicium), boratranen (E = boor) en fosfatranen (E = Fosfor). Daarnaast wordt, als Y = stikstof, het voorvoegsel aza- gebruikt voor een element + een atraanstructuur (bijvoorbeeld azasilatraan), omdat de al langer bekende silatranen (met E = silicium en Y = zuurstof) alleen maar silatraan genoemd worden.

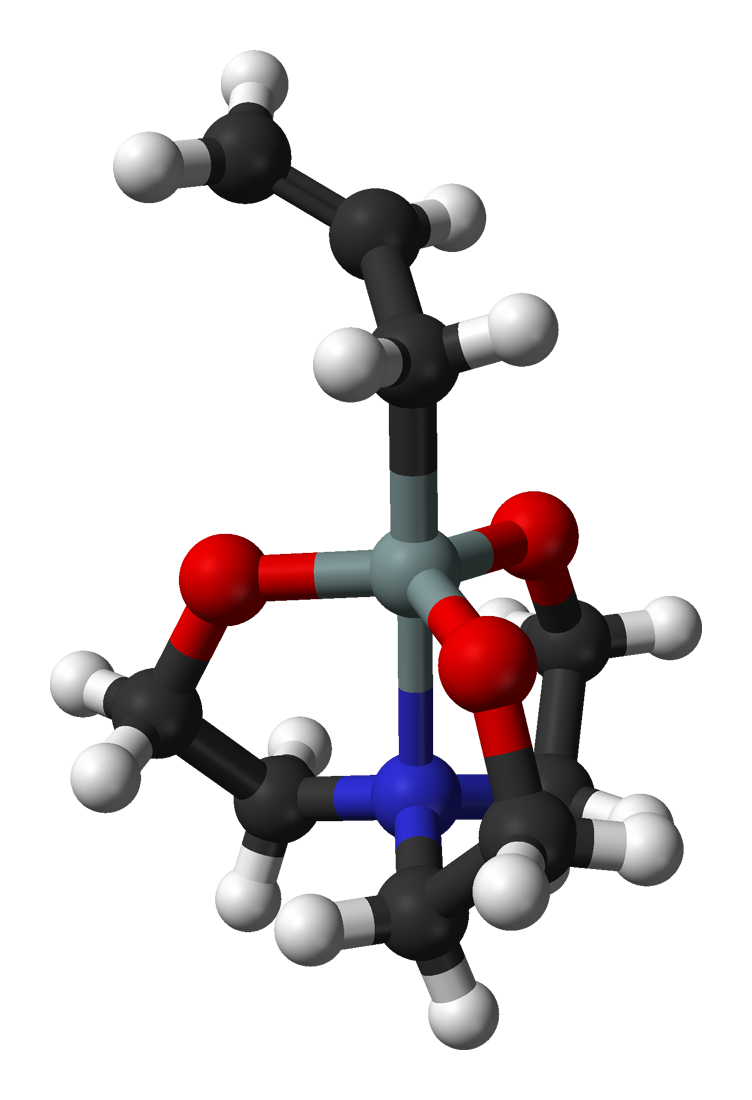
Molecuulmodel van allylsilatraan.

De silatranen hebben ongebruikelijke eigenschappen en vertonen ook biologische activiteit. De binding tussen stikstof en silicium speelt daarbij een belangrijke rol. Een aantal derivaten, met fenylsilatraan als bekend voorbeeld, zijn zeer toxisch.
De centrale binding (N-E) in de atranen kan worden uitgerekt (zoals in de quasiatranen) of zelfs verbroken worden (proatranen) door de stereo-elektronische eigenschappen van de verbinding te wijzigen. Pro-azafosfatraan is een zeer sterke niet-ionogene base en wordt in een aantal organische reacties toegepast als katalysator.
In 2000 is door de researchgroep rond Robert R. Holmes een nieuwe groep atranen beschreven: in plaats van 3 vijfringen gaat het om drie zesringen. De interactie tussen stikstof en het centrale atoom blijkt minder sterk te zijn in vergelijking met de atranen met vijfringen. De grootte van de interactie is vooral afhankelijk van de elektronegativiteit van de exocyclische ligand.